# Chesterfield, Indiana
Chesterfield är en ort i Madison County i delstaten Indiana, USA.